# رارا، شیر پر سروصدا
رارا، شیر پر سروصدا (به انگلیسی: Raa Raa the Noisy Lion) یک مجموعهٔ پویانمایی برتانیایی ویژه کودکان است که نخستین بار در مهٔ ۲۰۱۱ میلادی پخش گردید. این مجموعه در سی‌بیبیز به نمایش گذاشته شده‌است. داستان این فیلم حکایت تعدادی از حیوان است که در جنگل جرق جوروق (به انگلیسی: Jingly Jangly Jungle) می‌کنند و ماجراها و کارهای ایشان نقل می شود، این مجموعه لورن کلی انگلیسی‌ زبان است و تهیه‌کننده آن چاپمن انترتیمنت است و از قرار  دو مجموعه آن که هر فصل ۲۶ قسمت دارد پخش شده‌است.

## شخصیت‌ها
- رارا (به انگلیسی: Raa Raa)، یک شیر نر
- تاپسی (به انگلیسی: Topsy')، زرافه‌ای ماده
- زبی (به انگلیسی: Zebby)، گورخری ماده
- هفتی (به انگلیسی: Hufty)، فیلی نر
- او او (به انگلیسی: Ooo Ooo)، یک میمون نر
- کراکی (به انگلیسی: Crocky)، تمساحی نر